# صائب تبریزی
میرزا محمدعلی صائب تبریزی اصفهانی (زادهٔ ۱۰۰۰ هجری قمری — درگذشتهٔ ۱۰۸۷ هجری قمری) بزرگ‌ترین غزلسرای سده یازدهم هجری و نامدارترین شاعر زمان صفویه بود. او در دربار صفوی به عنوان ملک الشعرایی رسید و به او شاه شاعر سبک هندی می‌گویند. او در جوانی به هندوستان و مکه مسافرت کرد و حدود ۷ سال در هندوستان ماند و پس از بازگشت از هندوستان به دربار صفوی راه یافت.

## زندگی

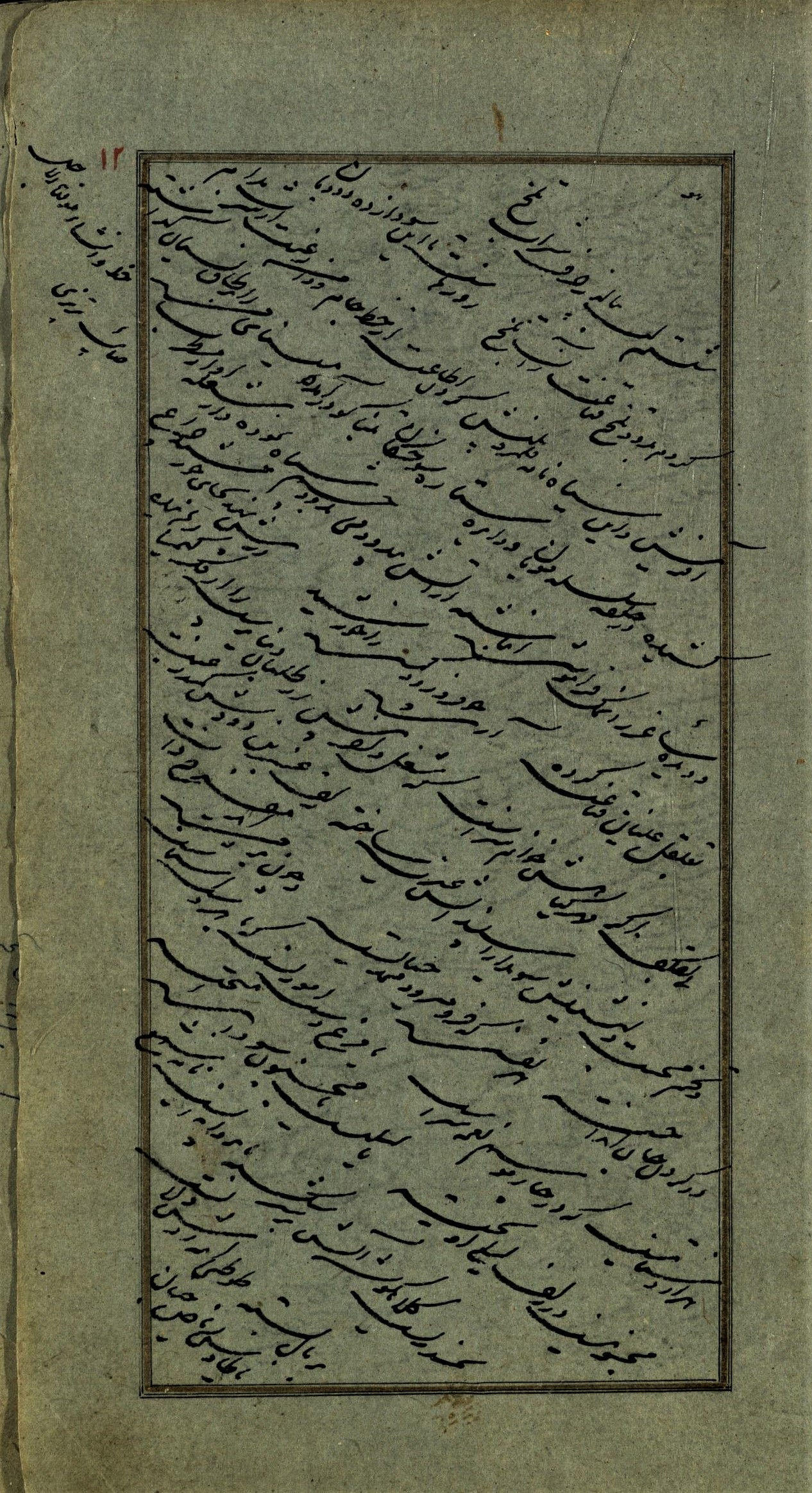
یادداشتی از صائب تبریزی در جُنگ میرزا محمّد فیّاض سبزواری

میرزا محمّدعلی صائب فرزند عبدالرحیم تبریزی اصفهانی در سال ۱۰۰۰ هجری قمری در اصفهان یا تبریز زاده شد. پدر او تاجری معتبر بود. عمویش، شمس‌الدین تبریزی معروف به شیرین‌قلم، از خوشنویسان برجستهٔ روزگار خود به‌شمار می‌رفت و به احتمال بسیار صائب که خط خوشی داشت، نزد وی خوشنویسی آموخته بود. خانوادهٔ صائب جزو هزار خانواری بودند که به دستور شاه عباس اول صفوی از تبریز کوچ کرده و در محله عباس‌آباد اصفهان ساکن شدند، این مردم را تبارزه (تبریزی‌های) اصفهان می‌نامیدند.
صائب در اصفهان به آموختن علوم عصر پرداخت. او در جوانی به حج رفت و در بازگشت به مشهد سفر کرد.
صائب در سال ۱۰۳۴ ه‍.ق از اصفهان عازم هندوستان شد و از آنجا به هرات و کابل رفت. حکمران کابل، خواجه احسن‌الله مشهور به (ظفرخان)، که خود شاعر و ادیب بود، مقدم صائب را گرامی داشت. ظفرخان پس از مدتی به خاطر جلوس شاه جهان، عازم دکن شد و صائب را نیز به همراه خود برد.
در سال ۱۰۴۲ ه‍.ق صائب به ایران بازگشت و در اصفهان اقامت گزید. شاه عباس دوم صفوی به او مقام ملک‌الشعرایی داد. صائب هشتاد و هفت سال زندگی کرد و در اصفهان دیده از جهان فروبست. درگذشت او در سال ۱۰۸۶ یا ۱۰۸۷ ه‍.ق بوده است.
آرامگاه او در اصفهان، در محلهٔ عباس‌آباد (تبریزی‌ها، تبارزه) در محلی است که در زمان حیات او معروف به تکیه میرزا صائب بود. مقبرهٔ صائب در باغچه‌ای در اصفهان در خیابانی که به نام او نامگذاری شده است (خیابان صائب)، قرار دارد.
صائب شاعری کثیرالشعر بود، شمار اشعار صائب را از شصت هزار تا صد و بیست هزار بیت گفته‌اند. آثار صائب جز سه چهار هزار بیت قصیده و یک مثنوی کوتاه و ناقص به نام قندهارنامه و دو سه قطعه، همگی غزل است. افزون بر فارسی وی هفده غزل به ترکی آذربایجانی نیز دارد.

## سبک و شیوهٔ صائب
صائب سبکی را به کمال رساند که چند سده پس از او سبک هندی نامیده شد. او اسلوب معادله یا «مدعا مثل» را بیش از دیگر شاعران هم‌روزگارش به کار برده است. نازکی خیال و لطافت اندیشه و مضمون‌سازی‌های ظریف و معنی‌های بیگانه و باریک در شعر وی دیده می‌شود. ابیات غزل وی، استقلال معنایی دارند و در یک غزل از چندین موضوع سخن گفته است.
صائب را شاعر تک‌بیتها نیز گفته‌اند. از بیت‌های مشهور اوست:
| پاکان ستم ز جور فلک بیشتر کشند        |  | گندم چو پاک گشت خورَد زخم آسیا   |
| همچو کاغذباد گردون هر سبک‌مغزی که یافت |  | در تماشاگاه دوران می‌پراند بیشتر |
| اظهار عجز نزد ستم پیشه ابلهیست        |  | اشک کباب موجب طغیان آتش است     |
| به فکر معنی نازک چو مو شدم باریک      |  | چه غم ز موی‌شکافان خرده‌بین دارم  |
| پر در مقام تجربت دوستان مباش          |  | صائب غریب و بی‌کس و بی‌یار می‌شوی  |
| کلید قفل اجابت زبان خاموش است         |  | قبول نیست دعا، تا دعا توانی کرد |

نازک‌خیالی در تصویر صائب سوی چمن چو آب روان شو که غنچه‌ها چون ماهیان تشنه دهان باز کرده‌اند (صائب، صیادان معنی: ۶۴)
آثار
مرآت الجمال - ابیاتی در وصف معشوق است
آرایش نگار - ابیاتی مربوط به آینه و شانه
میخانه - اشعاری در باب می و میخانه
واجب الحفظ - برگزیدهٔ غزلهایش

## اشارات به تبریز و اصفهان
صائب تبریزی در غزلیات خود به مولد (محل ولادت) خود اشاره کرده است:
| ز خاک پاک تبریز است صائب، مولد پاکم |  | از آن با عشقباز شمس تبریزی سخن دارم |

| صائب از خاک پاک تبریزست |  | هست سعدی گر از گل شیراز |

مدرس تبریزی در ریحانة الادب، صائب را تبریزی الاصل و اصفهانی المولد و المنشأ و المدفن معرفی می‌کند. در اشعار او از اصفهان به عنوان وطن یاد شده است:
| صائب از هند مجو عشرت اصفاهان را |  | فیض صبح وطن از شام غریبان مطلب |

او همچنین خاستگاه شعر خود را اصفهان می‌داند:
| به جای لعل و گوهر از زمین اصفهان صائب |  | به ملک هند خواهد برد این اشعار رنگین را |

## نمونهٔ غزل‌ها

### نمونه غزل فارسی
| دل آزاده از طول امل بسیار می‌پیچد         |  | که مصحف بر خود از شیرازه زنار می‌پیچد      |
| کدامین بی‌ادب زد حلقه بر این در گلستان را |  | که هر شاخ گلی بر خویشتن چون مار می‌پیچد    |
| حجاب آب و گل گردیده سنگ راه یکتایی       |  | وگرنه رشته تسبیح بر زنار می‌پیچد           |
| به این بی ناخنی چون می‌خراشم سینه خود را  |  | صدای تیشه فرهاد در کهسار می‌پیچد           |
| نمی‌دانم چه می‌ریزد ز کلک نامه پردازم      |  | که هر سطری به خود از درد چون طومار می‌پیچد |
| از این بستان‌سرا با دست خالی می‌رود بیرون  |  | سبک‌دستی که بر هر دامنی چون خار می‌پیچد     |
| به دور چشم او انگشت زنهاری است هر مژگان  |  | که از بیمار بد خو روز و شب غمخوار می‌پیچد  |
| مخور صائب فریب فضل از عمامه زاهد         |  | که در گنبد ز بی مغزی صدا بسیار می‌پیچد     |

- یک نمونه دیگر

| آب خضر و می شبانه یکی‌ست  |  | مستی و عمر جاودانه یکی‌ست  |
| بر دل ماست چشم، خوبان را |  | صد کمان‌دار را نشانه یکی‌ست |
| پیش آن چشم‌های خواب‌آلود   |  | نالهٔ عاشق و فسانه یکی‌ست   |
| پلهٔ دین و کفر چون میزان  |  | دو نماید، ولی زبانه یکی‌ست |
| گر هزار است بلبل این باغ |  | همه را نغمه و ترانه یکی‌ست |
| پیش مرغ شکسته‌پر صائب     |  | قفس و باغ و آشیانه یکی‌ست  |

صائب در وصف شهرش اصفهان ابیاتی زیادی سروده:
 

### نمونه غزل ترکی
| مین دل محزونیله بیر تازه قربانیز هله     |  | زخم تیر غمزه مستینله بیجانیز هله           |
| اولمادان غم چکمه ریز دور زمانیندان سنین  |  | ناله و آه ائتمه ده دل ایندی حیرانیز هله    |
| لطف ائدرسن، گر چه سن اغیاره هر دم دوستیم |  | روز و شب بیز فرقتینله زار و نالانیز هله    |
| عید وصلینه مشرف اولمادان اغیار دون       |  | دستینی بوس ائیله دیک بیز اونلا شادانیز هله |
| دام دوزخ ایچره اغیار اولماسین اصلاً خلاص  |  | صائبا بیز جنت دلداره مهمانیز هله           |